# 永野絵理佳
永野 絵理佳（ながの えりか、1985年10月7日 - ）は、元テレビ山梨の女性アナウンサー。

## 略歴
出生地は千葉県茂原市、その後山梨県大月市で育つ。山梨県立都留高等学校を経て、法政大学社会学部メディア社会学科を卒業。大学1年生の時にキャンパスDJコンテスト企画賞を受賞したことがきっかけで、マスコミ志望になる。大学3年時には、数多くのマスコミ人を輩出した法政大学自主マスコミ講座のアナウンサーコースに合格。筆記試験の点数が高かったため、多摩キャンパスのリーダーに選出される。共同通信47（よんなな）ニュースでは、初代女子大生キャスターに就任。その後、2局から内定を得る。卒業式には日本武道館で司会を務めた。
2008年4月1日、テレビ山梨にアナウンサーとして入社。元気なレポートはもちろんのこと、ナレーションやニュースなどの原稿読みに定評があり、特にナレーションに関してはドキュメンタリーや情報・バラエティなど、内容に合わせて読み方を変えられる他、ボイスオーバーまでできるアナウンサーとして重宝された。
2014年9月30日、テレビ山梨を退職。

## 出演
- 「UTYはなきんマーケット」2008年10月～コーナー担当，2009年4月～司会。永野アナウンサーが司会を務めた最終回では、当番組の女性アナウンサー司会最高記録4年半という記録を持って、この番組を卒業した。「ウッティ発！」富士山登山（お鉢巡りまで）といった体を張ったものや、好き嫌いがないという特技を活かして食レポなどを担当。ナレーションもドキュメンタリーからバラエティまで幅広く活躍。1時間1人で担当する回も多く見られた。他、ニュース，ミニ枠のナレーション2本レギュラー，CM・イベント司会・など。
- TBS元日特番「JJJ-1グランプリ」（2012）
- ハリウッド映画「アメイジングスパイダーマン」声優に挑戦(2012)
- TBS年始特番「神がかりハプニング！プラチナ映像アワード」(2013)
- TBS「はなまるマーケット」富士山最強スポットコーナー（2013）
- TBS年末特番「プラチナ映像アワード」(2014) 絵を描くことが得意で、司会のダウンタウン・浜田雅功の似顔絵をスタジオで披露。パソコンで描かれた完成度の高い絵でスタジオから拍手を送られていた。
- グルメ祭りというイベントではギャル曽根と大食い対決をし、完敗したことがある。